# واوکس له منکلت
واوکس له منکلت (به فرانسوی: Vaux-le-Moncelot) یک کمون در فرانسه است که در Canton of Gy واقع شده‌است.

## خصوصیات
واوکس له منکلت ۷٫۰۴ کیلومترمربع مساحت و ۷۸ نفر جمعیت دارد.